# Wolfsheim
I Wolfsheim sono stati un gruppo musicale synthpop tedesco di Amburgo formato nel 1987 e, anche se ufficialmente mai sciolto, non più attivo dal 2008. Il gruppo al momento dell'abbandono dell'attività era un duo formato da Markus Reinhardt, suo fondatore, e da Peter Heppner.

## Storia
La band è nata nel 1987 da Markus Reinhardt e Pompejo Ricciardi, prendendo spunto per il nome da Meyer Wolfsheim, un personaggio del romanzo Il grande Gatsby di Francis Scott Fitzgerald.
Poco dopo si unisce al gruppo Oliver Reinhardt, fratello di Markus, mentre Pompejo lascia la band, venendo sostituito da Peter Heppner, che abitando nello stesso quartiere dei due fratelli già conoscevano. Nel 1988 Oliver decide di lasciare la band, che assume così la sua formazione definitiva con Markus Reinhardt che si occupa della musica e Peter Heppner dei testi e della voce.
Nel 1989 attirano l'attenzione dell'etichetta discografica indipendente Strange Ways Records e nel 1991 rilasciano il loro primo singolo, The Sparrows and the Nightingales, che gli assicura un discreto successo che viene successivamente consolidato l'anno seguente con No Happy View, il loro primo album.
Nel 2005, dopo Casting Shadows i due membri iniziano una disputa a causa di Heppner che voleva sospendere l'attività del gruppo fino al 2009 per portare avanti alcuni suoi progetti da solista. La lite termina quando Reinhardt ha intentato una causa contro Heppner all'inizio del 2007 chiedendo l'esclusione di Heppner dal contratto del gruppo in modo da poter continuare senza di lui. Nella primavera del 2008, il tribunale regionale di Amburgo ha tuttavia respinto causa Reinhardt nella sua interezza, portando quindi il gruppo allo scioglimento.

## Discografia

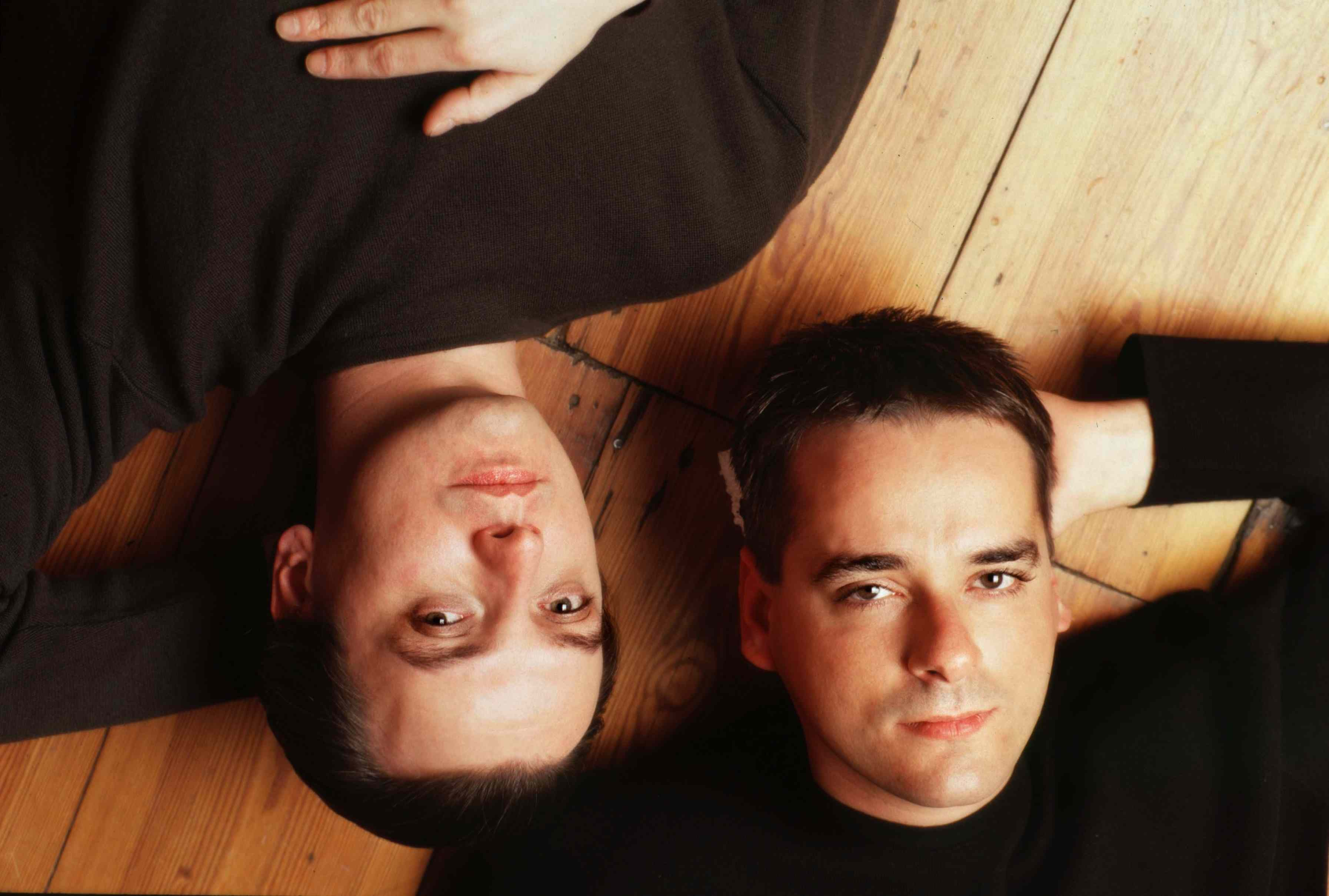

- 1992 - No Happy View
- 1993 - Popkiller
- 1995 - 55578
- 1996 - Dreaming Apes
- 1997 - Hamburg Rom Wolfsheim
- 1999 - Spectators
- 2003 - Casting Shadows

## Formazione
Attuale
- Markus Reinhardt - voce
- Peter Heppner - musiche

Ex componenti
- Pompejo Ricciardi (1987)
- Oliver Reinhardt (1987-1988)

Timeline della formazione